# Alfambra (rivière)
Cet article concerne la rivière d'Espagne. Pour la commune, voir Alfambra.
L'Alfambra est un cours d'eau de l'est de l'Espagne et un affluent du Turia. La rivière s'écoule dans la province de Teruel.

## Cours
Elle prend sa source dans la sierra de Gúdar (es), au pic de Peñarroya (es) à une altitude de 2000 m, dans la province de Teruel. Dans un parcours sinueux, du nord au sud, ses crues occasionnelles causent parfois de graves dommages dans les vergers des villages qu'elle traverse. La rivière passe par les villages de Galve, Orrios et Alfambra, ainsi que par Peralejos, Cuevas Labradas, Villalba Baja (es), Tortajada (es) et Teruel où elle se jette dans le Guadalaviar pour former la rivière Turia.
Son débit est faible et sa hauteur irrégulière, avec de fortes crues à la fin de l'hiver, au printemps et en automne. Elle ne dispose pas de barrages ni de retenues.

## Histoire
Pendant la guerre civile espagnole, la rivière a connu des affrontements entre le 5 et le 8 février 1938 dans le cadre de la bataille d'Alfambra (es),.

## Toponymie
Le terme Alfambra est un nom andalou. Il provient de l'arabe الحمراء al-Ḥamrāʾ ('la rouge'), qui lui fut donné en allusion à la couleur rouge qu'ont ses eaux en raison de sa composition minérale, et en opposition aux eaux blanches de la rivière Guadalaviar, qui donnent naissance à la rivière Turia, au confluent des deux dans la ville de Teruel.